# Momone Ueda
Momone Ueda (japanisch 上田 百寧 Ueda Momone; * 27. Juni 1999 in Itoshima) ist eine japanische Leichtathletin, die sich auf den Speerwurf spezialisiert hat.

## Sportliche Laufbahn
Erste internationale Erfahrungen bei internationalen Meisterschaften sammelte Momone Ueda im Jahr 2021, als sie mit 58,93 m bei Ready Steady Tokyo - Athletics siegte, wie anschließend mit 61,75 m auch beim Denka Athletics Challenge Cup. Im Jahr darauf startete sie bei den Weltmeisterschaften in Eugene und schied dort mit einer Weite von 50,70 m in der Qualifikationsrunde aus. 2023 belegte sie bei den Asienmeisterschaften in Bangkok mit 57,25 m den sechsten Platz, ehe sie bei den Weltmeisterschaften in Budapest mit 56,19 m den Finaleinzug verpasste. Im Jahr darauf gelangte sie bei den Olympischen Sommerspielen in Paris mit 61,64 m im Finale auf den zehnten Platz. 2025 gewann sie bei den Asienmeisterschaften in Gumi mit 59,39 m die Silbermedaille hinter der Chinesin Su Lingdan.